# Aeropuerto Internacional Presidente Obiang Nguema
El Aeropuerto Internacional Presidente Obiang Nguema (IATA: GEM, OACI: FGMY) es un aeropuerto ubicado a 1,0 kilómetros (0,6 millas) al suroeste de la localidad de Mengomeyén (Guinea Ecuatorial). El aeropuerto lleva el nombre de Teodoro Obiang Nguema Mbasogo, quien ha sido Presidente de Guinea Ecuatorial desde 1979.
El aeropuerto es el último aeropuerto construido en Guinea Ecuatorial y es el quinto aeropuerto internacional que sirve a Guinea Ecuatorial, y está diseñado para conectar las áreas geográficamente aisladas del país, como Annobón y Corisco, con los principales centros de población.

## Construcción
La construcción del nuevo aeropuerto tardó 72 meses y fue financiado íntegramente por el Gobierno de Guinea Ecuatorial, con un costo de más de 190 mil millones de francos CFA. Es una de las muchas iniciativas gubernamentales recientes destinadas a promover el desarrollo económico y de infraestructura en toda la región.

## Inauguración
El aeropuerto fue inaugurado el 12 de octubre de 2012. Al acto de inauguración asistieron el presidente Obiang Nguema Mbasogo y su esposa Constancia Mangue, invitados de honor de las celebraciones de la independencia. Durante la inauguración, el ministro de Aviación Civil, Fausto Abeso Fuma, afirmó que el nuevo aeropuerto es el mejor equipado no sólo de Guinea Ecuatorial sino también de África Central.

## Aerolíneas y destinos
| Aerolíneas             | Destinos     |
| ---------------------- | ------------ |
| CEIBA Intercontinental | Bata, Malabo |

## Instalaciones
El aeropuerto se encuentra a una altitud de 2165 pies (660 m) con su pista más larga de 3000 metros (9800 pies) de largo, que no incluye un umbral desplazado de 270 metros (890 pies) en la pista 36. La pista puede recibir aviones en la clase Boeing 747-400.
El aeropuerto cuenta con tres circuitos de giro, una explanada de aparcamiento de más de 100.000 metros cuadrados, una vía de acceso, suministro de agua potable, seguridad contra incendios, equipos de navegación de última generación, etc.
El Mongomeyen VOR-DME (Identidad: MGY) está ubicado justo al norte del campo.